# (10244) Thüringer Wald
(10244) Thüringer Wald – planetoida z pasa głównego asteroid okrążająca Słońce w ciągu 3 lat i 266 dni w średniej odległości 2,4 j.a. Została odkryta 26 września 1960 roku w Obserwatorium Palomar w programie Palomar-Leiden-Survey przez Cornelisa i Ingrid van Houtenów na płytach Palomar Schmidt wykonanych przez Toma Gehrelsa. Nazwa planetoidy pochodzi od pasma górskiego nazwanego Las Turyński (niem. Thüringer Wald). Przed jej nadaniem planetoida nosiła oznaczenie tymczasowe (10244) 4668 P-L.